# Atilio Sixto Barilari
Atilio Sixto Barilari (Bahía Blanca, 6 de abril de 1857 -  Buenos Aires, 10 de mayo de 1928) fue un militar argentino quien alcanzó el rango de almirante dentro de la Armada Argentina. Tuvo una larga y destacada actuación en esa fuerza, participando en todos los conflictos civiles de Argentina de las últimas décadas del siglo XIX. Comandó las principales unidades de su marina y desempeñó los más altos cargos en la Armada de su nación, entre los que se destaca la jefatura del Estado Mayor General de la Armada Argentina.

## Biografía
Atilio Sixto Barilari nació en Bahía Blanca, provincia de Buenos Aires el 6 de abril de 1857, hijo de Mariano Barilari, natural de Rímini, y Cristina de Ferrari. Su padre había sido teniente de la Guardia Real hasta que por su participación en la fracasada revolución de 1848 debió emigrar al Río de la Plata, donde se sumó a la Legión Agrícola Militar, falleciendo a los 48 años de edad en 1867.
El 4 de marzo de 1870 ingresó como aspirante a bordo del vapor Pavón, con el que participó en los combates con las baterías de Ricardo López Jordán establecidas en La Paz (Entre Ríos) durante la primera rebelión jordanista. El 1 de febrero de 1871 pasó al Pampa con el cual continuó la campaña hasta el 12 de noviembre de 1872, cuando pasó al vapor Rosetti. El 25 de enero de 1873 fue ascendido a guardiamarina y transferido al vapor General Brown, donde funcionaba la Escuela Naval fundada el año anterior y que en abril inició sus actividades.
Participó en el primer viaje de instrucción, pero al arribar a la ciudad de Buenos Aires el 4 de julio de 1873 fue promovido a subteniente y destinado al Espora (capitán Enrique Guillermo Howard), con el que tomó parte en la represión de la segunda rebelión jordanista. Su comportamiento en el combate del 11 de octubre contra una batería costera de dos piezas ligeras comandada por el marino rebelde Juan Cabassa en el Combate de Calera de Barquín (o Barquini, Vuelta de San José), en el actual Parque Nacional El Palmar, Entre Ríos, mereció una especial recomendación de su comandante.
El 9 de mayo de 1874 pasó nuevamente al Pavón, participando en la represión de la revolución mitrista en persecución de los buques rebeldes.
El 31 de enero de 1875 fue destinado a la escuadrilla del río Uruguay mandada por Bartolomé Cordero, quien le confió el mando del vapor Concordia y luego del Don Gonzalo. Con este último derrotó a los revolucionarios en el arroyo Ñancay el 11 de diciembre de 1875, capturando cuatro buques y tomando 24 prisioneros. Finalizadas las operaciones, al disolverse la escuadrilla volvió brevemente al Pavón, para pasar nuevamente al General Brown.

### Motín
En la fría mañana del 21 de junio de 1876, primer día del invierno austral, mientras el buque escuela permanecía fondeado en el Arsenal Naval de Zárate, los cadetes formados en la cubierta se negaron reiteradamente a cumplir la orden de quitarse los gabanes impartida por el subteniente Barilari, justificándose en las bajas temperaturas reinantes.
Ante la situación, el profesor Rafael Lobo, quien se encontraba temporalmente a cargo por ausencia del comandante del buque, sargento mayor Clodomiro Urtubey, se hizo presente ordenando plantón con armas, pero tras pocos minutos los cadetes arrojaron los fusiles negándose a cumplir orden alguna.
Los cabecillas fueron detenidos y el gobierno dispuso la suspensión de clases y la instrucción de un sumario. Aunque en octubre la fiscalía entregó el dictamen al Auditor de Guerra, las autoridades navales no adoptaron resolución alguna y la cuestión se extendió al siguiente año.
Finalmente, considerando que la indisciplina de la institución era lamentable, por lo que se dificultaba determinar responsabilidades individuales y que había faltado autoridad moral en sus autoridades para reprimir el motín, el 21 de junio de 1877 se aceptó la renuncia indeclinable de Urtubey y se disolvió el colegio, recreado ese mismo a bordo de la cañonera Uruguay y bajo el mando de Martín Guerrico.
Sólo 21 de los 44 cadetes involucrados en el motín fueron reincorporados a la nueva institución. Pocos alumnos de esa primera época egresaron y tuvieron posterior protagonismo en la fuerza, entre ellos el hermano del subteniente Barilari, Emilio Barilari, y los cadetes Agustín del Castillo, Hipólito Oliva, Juan Picasso, Leopoldo Funes y Guillermo Scott Brown. Unos pocos más decidieron abandonar la escuela naval para acceder a la oficialidad por los medios tradicionales, el servicio a bordo de los buques de la Armada. Entre ellos destacaron Ramón Lira, Eduardo O'Connor y Guillermo Nunes.

### Patagonia
Del 6 de junio al 25 de agosto de 1877 revistó en la comandancia de Marina. En esa fecha pasó a la cañonera Paraná, con la que efectuó entre el 30 de diciembre y el 7 de febrero de 1878 un viaje a Santa Cruz para asegurar el territorio ante las noticias de una sublevación de presos en Punta Arenas.
A los pocos días de regresar, fue destinado como buque de apoyo a la intervención a la provincia de Corrientes (26 de febrero al 13 de agosto). En esa fecha pasó a la Uruguay, nueva sede de la Escuela Naval, con la que zarpó el 14 de noviembre integrando la llamada Expedición Py, en la que una pequeña división al mando del coronel de marina Luis Py fue enviada a sostener la soberanía argentina en el extremo sur de la Patagonia en momentos en que una guerra entre ese país y Chile era una posibilidad cierta.
La que fue considerada la primera operación de una división naval de mar, fue efectuada por unidades destinadas al escenario fluvial. Los buques que habían sido incorporados durante la presidencia de Domingo Faustino Sarmiento, la llamada Escuadra Sarmiento, eran unidades modernas pero destinadas a la navegación en los ríos interiores y por ende inapropiadas para el mar abierto, especialmente en las condiciones imperantes en el extremo sur, donde el oleaje causaba enormes inconvenientes a su desplazamiento. Para 1878 muchas de las unidades se encontraban en mal estado o en situación de desarme. La división Py estaba compuesta principalmente por el monitor Los Andes (Ceferino Ramírez, 1670 t, dos cañones de grueso calibre y seis medianos), la corbeta cañonera Uruguay (Martín Guerrico, 550 tn, cuatro cañones de mediano calibre) y la bombardera Constitución (Juan Cabassa). Más tarde se le incorporarían en el sur la bombardera República y la corbeta Cabo de Hornos, con cargamento de carbón y víveres. La fuerza de desembarco se reducía a 50 soldados al mando del sargento mayor Félix Adalid y el teniente Juan Servín, del Regimiento de Artillería de Plaza, pero sin cañones. La Uruguay embarcaba a los dos oficiales, cuatro profesores y 32 cadetes de la Escuela Naval Militar.
Las diferencias en poder marítimo para un conflicto como el que amenazaba estallar eran enormes. No solo el tonelaje de la escuadra chilena superaba en dos veces y media al de la argentina y su artillería la duplicaba, sino que en la escuadra argentina sólo los monitores (blindados) que poseían artillería de buen calibre, podían enfrentarse a los blindados chilenos, pero, a diferencia de estos, eran, como se dijo, buques fluviales.
Tras reunirse en el río Negro y abrir sus instrucciones, siguieron a Carmen de Patagones. El 19 zarparon nuevamente y tras un fuerte temporal el 26 arribaron al río Santa Cruz, punto que encontraron abandonado iniciando trabajos de minado. Para comprobar el retiro de las naves chilenas, la escuadrilla remontó el río hasta el Cañadón de los Misioneros, donde un residente les confirmó que dos naves chilenas se habían retirado a Punta Arenas.
Py permaneció estacionado en ese punto y el 1 de diciembre de 1878 procedió a izar la bandera argentina en la cumbre del cerro Misioneros, en las márgenes del Santa Cruz. Aún en operaciones, el 17 de diciembre a bordo de la Uruguay los alumnos de la Escuela Naval dieron sus exámenes. Los del último año, los cadetes Agustín del Castillo, Emilio Barilari y Alberto Cánepa fueron incorporados directamente con el grado de subtenientes (lo normal era ingresar como guardiamarinas).
El 4 de enero de 1879 llegó finalmente la Cabo de Hornos (Luis Piedra Buena) con víveres, carbón, una lancha de vapor (la Monte León), y la confirmación de que el punto álgido del conflicto se había superado, por lo que la división retornó al Río de la Plata.

### Revolución porteña
Tras regresar a Buenos Aires, el 10 de febrero de 1879 fue promovido a teniente. En los meses siguientes, el enfrentamiento entre el gobierno nacional y el de la provincia de Buenos Aires por la sucesión del presidente Nicolás Avellaneda y la federalización del territorio de la ciudad de Buenos Aires fue agravándose.
En octubre el gobernador Carlos Tejedor movilizó a la Guardia Nacional de la provincia de Buenos Aires, tanto en la ciudad como en la campaña y el 9 de noviembre surgió el Tiro Nacional presidido por el coronel Julio Campos para el entrenamiento de batallones de voluntarios. El 13 de febrero de 1880 el presidente Avellaneda decretó la prohibición a las provincias de crear cuerpos voluntarios armados y prohibió a Julio Campos, José Inocencio Arias e Hilario Lagos continuar apoyando a la organización y entrenamiento de los batallones del Tiro Nacional. Los tres se negaron y al requerimiento y presentaron de inmediato su renuncia a la fuerza, medida que adoptaron también el teniente coronel Eliseo Acevedo y José Ignacio Garmendia, siguiendo pronto otros militares de carrera: el coronel José María Morales, comandante Francisco Leyría, Benito Meana, Badía, mayor Francisco Faramiñan, comandante Fernández, mayor Herrera, capitán Ramón Lorenzo Falcón, mayor Antonio Manuel Silva, comandante Segundo Bonahora, comandante Reyes, etc.
El teniente Atilio Barilari, quien prestaba aún servicio en la Uruguay, adoptó similar decisión.
Tras solicitar y obtener su baja de la fuerza, ofreció sus servicios al gobierno provincial que lo nombró segundo jefe de la batería de Línea 11 de Septiembre (2 cañones Krupp de 75 mm) al mando de Ramón Falcón.
En junio se iniciaron los enfrentamientos. La batería de Falcón tuvo su primera acción de guerra en un tiroteo con el Villarino (Daniel de Solier). Barilari participaría luego de los sangrientos combates de Puente Alsina y de los Corrales.
Finalizado el que puede considerarse el último episodio de las guerras civiles que enfrentaron a las provincias argentinas con Buenos Aires con la derrota porteña, la ciudad convertida en territorio federal y el inicio de la larga hegemonía de Julio Argentino Roca en la política argentina, Barilari permaneció separado de la Armada.

### Revolución de 1890
Como otros oficiales involucrados en el movimiento, fue reincorporado al servicio el 25 de mayo de 1881, permaneciendo afectado al Estado Mayor hasta el 1 de julio, cuando pasó nuevamente a la Uruguay. El 14 de enero de 1882 fue nombrado segundo del ariete Maipú, primer buque de la armada dotado de torpedos automóviles.
Fue uno de los fundadores del Centro Naval (4 de mayo de 1882), cuya primera Comisión Directiva integró como vocal.
Tomó parte de la campaña del Chaco entre 1883 y 1884 y el 9 de julio de 1884 fue ascendido a capitán. El 28 de enero de 1886 asumió el mando interino del Maipú y el 21 de octubre fue confirmado en su mando.
Desde el 3 de noviembre hasta el 15 de abril de 1887 actuó como cordón sanitario en la zona norte (entre Zárate y San Fernando) durante la epidemia de cólera que azotó la ciudad ese año. El 25 de agosto de 1888 fue promovido a teniente de navío.
En los primeros meses de 1890 numerosos oficiales de la marina se sumaron a la conspiración que concluiría en la Revolución del Parque. La noche del 25 de julio de 1890 los tenientes de navío Eduardo O'Connor y Ramón Lira, los tenientes de fragata Emilio Bárcena, Vicente Montes y Juan Pablo Sáenz Valiente y los alféreces de navío Eduardo Quesnel, Julián Irizar y Fernando L.Dousset establecieron el comando revolucionario a bordo del Villarino. Pronto, sin lucha alguna, estaban en manos de los revolucionarios las principales naves de la escuadra que permanecían ancladas frente a Buenos Aires: la Uruguay (Ramón Lira), Villarino (Eduardo O'Connor), Patagonia (Enrique Martínez Quintana, interino), Paraná (Sáenz Valiente) y Los Andes (Gregorio Aguerriberry, segundo a cargo).
Al mediodía se pronunciaron también a favor del movimiento los oficiales y parte de la tripulación del ariete Maipú comandados por el alférez de navío Guillermo Wells, pero Atilio Barilari pretendió impedirlo enfrentando sólo, revólver en mano, a los sublevados, quienes abrieron fuego hiriendo de muerte a un marinero. Barilari intentó llegar al puente pero al pie de la escala fue herido de un bayonetazo y fue capturado.
Fracasado el movimiento, el 16 de agosto de 1890 fue promovido a capitán de fragata con retroactividad al 26 de julio, fecha en que resultó herido, haciéndose constar que el ascenso se efectuaba sobre el campo de batalla "por acto de heroísmo llevado a cabo a bordo del Maipú con motivo de la sublevación que estalló en dicho buque".

### Años posteriores
Permaneció recuperándose de su herida hasta el 5 de diciembre en que volvió al servicio activo como secretario de la Junta Consultiva de Marina y el 1 de abril de 1891 pasó a revistar en la Plana Mayor.
El 4 de julio de 1892 fue nombrado comandante del acorazado de río Libertad, que se construía en Inglaterra. A efectos de cumplir su comisión, embarcó en el acorazado Almirante Brown, insignia de la división enviada a España al mando de Daniel de Solier para participar de los festejos del IV Centenario del Descubrimiento de América.
Condujo el Libertad al país arribando al puerto de Buenos Aires el 23 de enero de 1893. A su regreso actuó como vocal en el Consejo de Guerra formado por la trágica pérdida de la Rosales. 
El 21 de abril de 1893 fue nombrado comandante del crucero 25 de Mayo y jefe de la Escuadra de Instrucción.
El 6 de septiembre de 1895 fue promovido a capitán de navío y el 30 de ese mes recibió el mando del crucero 9 de Julio y fue designado comandante de la 2.º División Naval.
El 16 de octubre fue nombrado jefe de la nueva Escuadra de Instrucción compuesta por los cruceros 9 de Julio, 25 de Mayo y Patria, los acorazados Almirantre Brown y Libertad, los buques de la División de Reserva (Patagonia, Independencia y El Plata) y las torpederas surtas en el apostadero de Río Santiago
El 22 de julio de 1896 fue puesto nuevamente al frente de la 2.º División Naval (9 de Julio, 25 de Mayo, Almirante Brown y Patagonia) con la que efectuó un viaje a Río de Janeiro y maniobras en el Atlántico y el Río de la Plata hasta diciembre.
El 7 de abril de 1897 fue designado comandante del crucero acorazado Garibaldi y el 25 de agosto confirmado en el mando de la 2.ª División, ahora conformada por el Independencia, Libertad, Patria y el Garibaldi, hasta tanto regresara el Almirante Brown, procediendo a efectuar maniobras hasta fin de año.
El 15 de agosto de 1898 embarcó en el crucero Buenos Aires como buque insignia de la División conformada por todos los buques del Río de la Plata, efectuando maniobras hasta que el 5 de noviembre pasó a desempeñar el cargo de jefe del Estado Mayor de la Armada, llegando a estar por pocos días al frente de la cartera de Marina (interino).
El 10 de noviembre de 1900 fue nombrado jefe de la División Cruceros (Buenos Aires, insignia, Patria, 9 de Julio, 25 de Mayo).
Entre el 26 de febrero y el 26 de abril de 1901 sumó su división a la División de Acorazados en la escuadra que al mando del contralmirante Solier maniobró en el sur hasta llegar a Ushuaia. El 23 de julio de 1901 fue promovido a comodoro (contralmirante) y el 3 de agosto puesto al frente de la División Bahía Blanca, con insignia en el San Martín, compuesta por los 4 cruceros acorazados, además del Patagonia y la torpedera Centella. El 18 de octubre fue designado para presidir la Comisión de homenaje al centenario del nacimiento de Justo José de Urquiza.

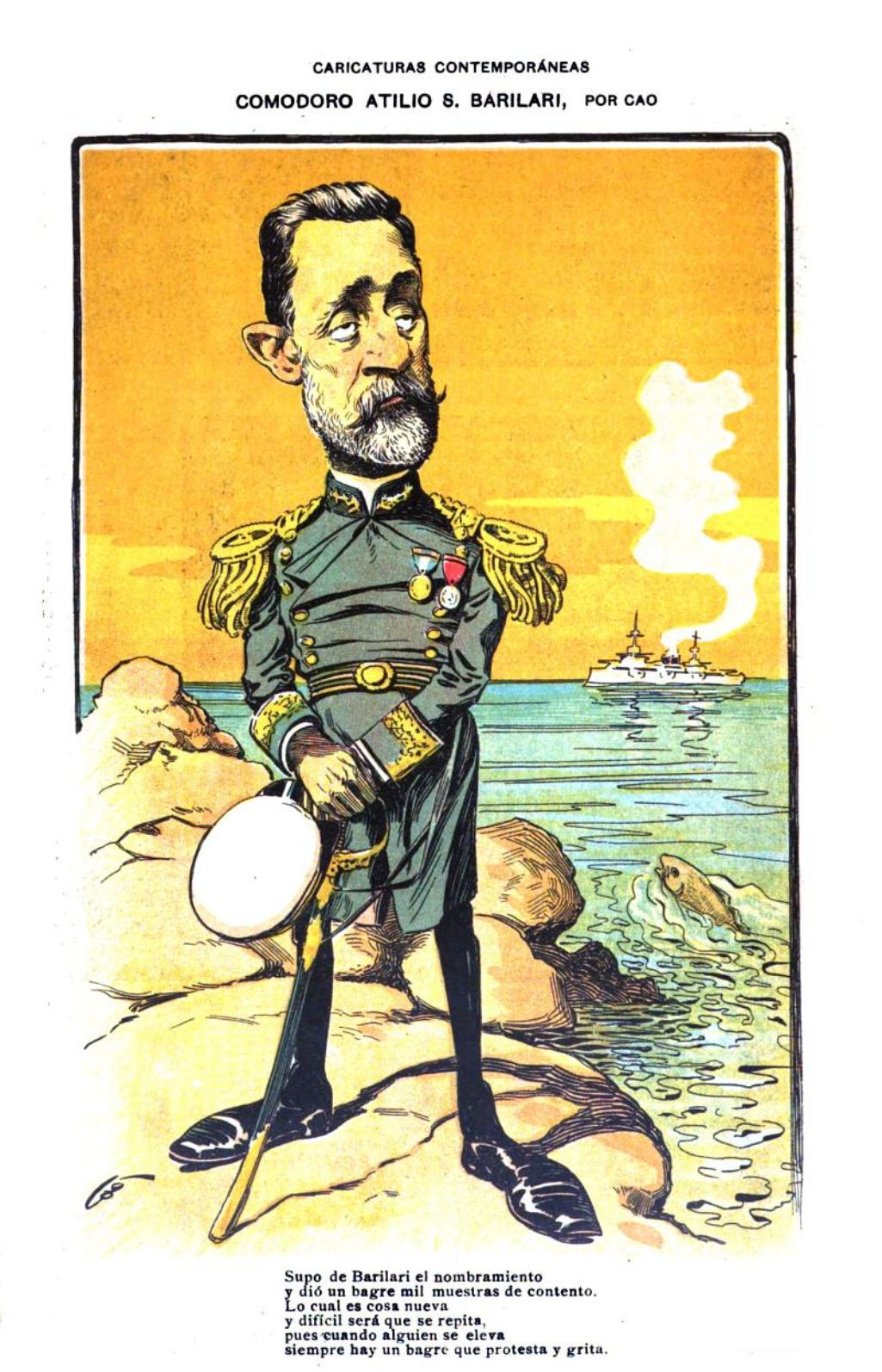
Retratado por Cao en la revista Caras y Caretas (1902)

Ante la conflictiva situación con Chile comienzos de 1902 se ordenó la movilización de toda la flota, dividida en 3 divisiones de mar y una de defensa del Río de la Plata. El 3 de marzo se formó una única escuadra integrando todas las divisiones (21 unidades) que fue puesta al mando de Barilari y revistada en Mar del Plata el 5 de ese mes por el presidente Julio Argentino Roca. Normalizada la situación con la firma de los Pactos de Mayo, Barilari retuvo el mando de la División Bahía Blanca hasta el 6 de noviembre en que partió para hacerse cargo de la Dirección General de Arsenales y Talleres.
Desde ese cargo tuvo la responsabilidad de alistar con rapidez a la Uruguay para su histórico viaje a la Antártida en auxilio de la expedición científica sueca conducida por Otto Nordenskjöld. El 9 de octubre de 1903 recibió una felicitación del ministerio de marina por la rapidez y eficacia con que respondió su área.
El 22 de marzo de 1905 fue designado jefe del Arsenal del Puerto Militar y el 28 de diciembre de 1906 fue nombrado vocal del Consejo Supremo de Guerra y Marina. El 15 de diciembre de 1910 fue ascendido a vicealmirante. El 15 de noviembre de 1912 fue nombrado director general de Maniobras hasta finalizar el período de instrucción volviendo a incorporarse al consejo el 24 de diciembre. En agosto de 1916 fue enviado como embajador especial a Paraguay con motivo de la trasmisión del mando presidencial.
Pasó a retiro el 7 de febrero de 1918, con sueldo y grado de almirante y contando con casi 52 años de servicio, prácticamente ininterrumpido. Falleció en la tarde del 10 de mayo de 1928 en la ciudad de Buenos Aires, víctima de una congestión pulmonar.
Había casado el 26 de diciembre de 1883 con Josefina Rojas, hija de Daniel Rojas e Isabel Massini.
Recibió a lo largo de su carrera la medalla de oro conmemorativa del centenario de las Cortes de Cádiz, la del Mérito (Chile), Comendador de la Legión de Honor (Francia) y fue condecorado por las campañas del Río Negro y del Chaco (1883-1884).
Otro de sus hermanos, Mariano Barilari, se recibió de ingeniero geógrafo, realizó estudios en los observatorios de Córdoba y La Plata, prestó servicios en la escuadra como profesor de matemáticas a bordo de la corbeta Chacabuco, recorrió el Territorio Nacional del Neuquén y la Cordillera de los Andes entre los grados 35 y 42 (1888-1889), trabajó en la delimitación del Territorio Nacional de Formosa, levantó el catastro del pueblo de Lomas de Zamora y como ingeniero municipal de Bahía Blanca fue el responsable del proyecto de nivelación y catastro de esa ciudad (1896).